# Kamienica Jana Płatnerza w Krakowie
Kamienica Jana Płatnerza – zabytkowa kamienica znajdująca się w Krakowie, w dzielnicy I przy ulicy Grodzkiej 45, na rogu z ulicą Senacką 9, na Starym Mieście.

## Historia
Kamienica została wzniesiona około 1532 przez Jana Płatnerza. W 1657 została nabyta przez starostę nowomiejskiego Dębowskiego, a w 1660 przez starostę trembowelskiego Rafała Makowieckiego. W 1680 przeszła na własność nieznanego z nazwiska kasztelana sanockiego. W latach 1710–1735 była w posiadaniu jezuitów. W XIX wieku budynek przeszedł dwie gruntowne przebudowy. Pierwsza miała miejsce w 1865 na podstawie projektu architekta Jacka Matusińskiego. Druga odbyła się w 1873 pod kierunkiem Pawła Barańskiego. Pod koniec XIX wieku kamienica była własnością żydowskiej rodziny Silbersteinów.
20 kwietnia 1968 kamienica została wpisana do rejestru zabytków. Znajduje się także w gminnej ewidencji zabytków.